# ВК Локомотив (София)
Волейболен клуб „Локомотив“ е български волейболен отбор, създаден през 1929 г.
„Локомотив“ развива само женски отбор, който ирае домакинските си мачове в зала „Локомотив“, намираща се на стадион „Локомотив“.

## Мъже
Мъжкият волейболен отбор на „Локомотив“ (тогава ЖСК) преминава през трета, втора и стига до елитната първа дивизия. Отборът никога не успява да стане първи, но играе успешно с „АС-23“, „Спортклуб“ и непобедимия тогава „Раковски“.
Сред най-добрите волейболисти на „Локомотив“ са: Оташлийски, Драгомиров, Зоров, Кръчмаров, Стойчев и др.

### Успехи
- Пето място (1): 1960
- Финалист за Купата на България (1): 1961

## Жени
Времето на женския волейбол в Локомотив идва през 1945 г. Особено силен отбор прави треньорът Петър Милев през 1957 г.
„Локомотив“ дава много състезателки на националния отбор на Бълбария. Сред най-силните състезателки на дружеството са Райкова, Кралевска, Жаровник, Стоянова, Игнатова, Станчева, Кузманова, Ангелова и др. Най-голямото име сред състезателките за всички времена е легендарната Венера Цветанова.

### Успехи
- Вицешампион на България (3): 1948, 1957, 1963
- Бронзов медалист на България (4): 1949, 1958, 1960, 1967
- Финалист за Купата на България (2): 1956, 1992
- Трето място за Купата на България (3): 1957, 1960, 2010